# Fixik
A Fixik (eredeti cím: The Fixies) orosz televíziós 3D-s számítógépes animációs sorozat, amelyet Andrei Kolpin rendezett. Magyarországon először a Minimax adta, majd 2021. szeptember 15-étől a Da Vinci is.

## Ismertető
Minden nyolcévesnek van titkos barátja. Nincs ezzel másképp Tom Thomas sem, aki szobájában egy egész családdal ápol szoros barátságot! Hogy hogyan férnek el ennyien egy kisgyerek szobájában? Kicsiny csavarok formájában. Tom titkos barátai icipici csavarok, akik számos probléma megoldásában segítenek a srácnak. A kisfiú az egyetlen, aki láthatja őket igazi alakjukban, mert ha idegen közeledik Tom és kis barátai lakhelye felé, rögtön csöppnyi csavarokká alakulnak át, elrejtőzve a kíváncsi tekintetek elől. De vajon miben segítenek Tomnak, és hogyan alakulhatott ki barátság egy kisfiú és sok csöppnyi csavarnak látszó lény között? A sorozatból mindenre fény derül.

## Szereplők
- Tom Thomas – Nyolcéves kisfiú, aki szoros barátságot köt, a kis csavar formájú lényekkel. (Magyar hangja: Bogdán Gergő)
- Tom Thomas anyukája – Thom Tomas anyukája, aki a házi munkát végzi. (Magyar hangja: ?)
- Tom Thomas apukája – Thom Tomas apukája, aki munkahelyen dolgozik. (Magyar hangja: ?)
- Zokni – Tom Tomas kutyája, aki megkergeti a fiksziket. (Magyar hangja: ?)
- Simca – Narancssárga színű, lány fikszi, aki segít Tom Thomas-nak a szerelésekben. (Magyar hangja: ?)
- Nolic – Kék színű, fiú fikszi, aki segít Tom Thomas-nak a szerelésekben. (Magyar hangja: ?)
- Mamus – A fikszi gyerekek rózsaszínű mamája, aki segít gyerekeinek, ha már egyedül nem képesek valamire. (Magyar hangja: ?)
- Papus – A fikszi gyerekek zöld színű papája, aki gyerekeiknek segít, ha már valamire nem képesek egyedül. (Magyar hangja: ?)
- Nagypapus – A fikszi gyerekek narancssárga-barna színű nagypapája, aki mint egy kis feltaláló, tudós, professzor, úgy mondja el a tárgyak használatát, működését és javítását. (Magyar hangja: ?)

## Epizódok
| Évad | Évad | Epizódok | Eredeti sugárzás   | Eredeti sugárzás   | Magyar sugárzás (Minimax) | Magyar sugárzás (Minimax) | Magyar sugárzás (Da Vinci) | Magyar sugárzás (Da Vinci) |
| Évad | Évad | Epizódok | Évadpremier        | Évadfinálé         | Évadpremier               | Évadfinálé                | Évadpremier                | Évadfinálé                 |
| ---- | ---- | -------- | ------------------ | ------------------ | ------------------------- | ------------------------- | -------------------------- | -------------------------- |
|      | 1    | 52       | 2010. december 13. | 2012 tél           | 2010                      |                           | 2021. szeptember 15.       | 2021. október 10.          |
|      | 2    | 52       | 2012. december 25. | 2015. május 16.    | 2015. szeptember 28.      |                           | 2021. október 10.          |                            |
|      | 3    |          | 2015. június 12.   | 2019. december 26. |                           |                           |                            |                            |
|      | 4    |          | 2020. február 29.  | 2022. november 18. |                           |                           |                            |                            |
|      | 5    |          | 2022. december 1.  |                    |                           |                           |                            |                            |

### 1. évad
| #   | Angol cím              | Magyar cím            | Eredeti premier | Magyar premier (Da Vinci) |
| --- | ---------------------- | --------------------- | --------------- | ------------------------- |
| 1.  | The Drain              | A lefolyó             |                 | 2021. szeptember 15.      |
| 2.  | The DVD                | A DVD                 |                 | 2021. szeptember 15.      |
| 3.  | The Alarm Clock        | Az ébresztőóra        |                 | 2021. szeptember 16.      |
| 4.  | The Lever              | Az emelő              |                 | 2021. szeptember 16.      |
| 5.  | The Remote             | A távirányító         |                 | 2021. szeptember 17.      |
| 6.  | The Combination        | A számzár             |                 | 2021. szeptember 17.      |
| 7.  | The Refigerator        | A hűtőgép             |                 | 2021. szeptember 18.      |
| 8.  | The Electric Kettle    | Az elektromos forraló |                 | 2021. szeptember 18.      |
| 9.  | The SMS                | Az SMS                |                 | 2021. szeptember 19.      |
| 10. | The Ballon             | A hőlégballon         |                 | 2021. szeptember 19.      |
| 11. | The Microwave          | A mikrohullámú sütő   |                 | 2021. szeptember 20.      |
| 12. | The Toothbrush         | A fogkefe             |                 | 2021. szeptember 20.      |
| 13. | The Screw              | A csavar              |                 |                           |
| 14. | The Stapler            | A tűzőgép             |                 |                           |
| 15. | The Electric Train     | Villanyvonat          |                 |                           |
| 16. | The Pen                | A toll                |                 |                           |
| 17. | The Spare Part         | A pótalkatrész        |                 |                           |
| 18. | The Keyboard           | A billentyűzet        |                 |                           |
| 19. | The Aquarium           | Az akvárium           |                 |                           |
| 20. | The Fan                | A ventilátor          |                 |                           |
| 21. | The Washing Mashine    | A mosógép             |                 |                           |
| 22. | Thermometer            | A lázmérő             |                 |                           |
| 23. | The Music Bot          | A zenélő doboz        |                 |                           |
| 24. | The Magnet             | A mágnes              |                 |                           |
| 25. | The Flashlight         | Az elemlámpa          |                 |                           |
| 26. | The Short Circuit      | A rövidzárlat         |                 |                           |
| 27. | The Compass            | Az iránytű            |                 |                           |
| 28. | The Hair Dryer         | A hajszárító          |                 |                           |
| 29. | The Robot              | A robot               |                 |                           |
| 30. | The Solar Battery      | A napelem             |                 |                           |
| 31. | The Magic Wand         | A varázspálca         |                 |                           |
| 32. | The Ship in the Bottle | Hajó az üvegben       |                 |                           |
| 33. | The String Lights      | A fényfüzér           |                 |                           |
| 34. | Whipped Cream          | A tejszínhab          |                 |                           |
| 35. | The Vacuum             | A porszívó            |                 |                           |
| 36. | The Cartoon            | A rajzfilm            |                 |                           |
| 37. | The Cell Phone         | A mobiltelefon        |                 |                           |
| 38. | The Sipper             | A cipzár              |                 |                           |
| 39. | The Magnifying Glass   | A nagyító             |                 |                           |
| 40. | The Night Light        | Az éjszakai fény      |                 |                           |
| 41. | Paper                  | A papír               |                 |                           |
| 42. | The Alarm              | A riasztó             |                 |                           |
| 43. | The Mixer              | A turmixgép           |                 |                           |
| 44. | The Thermos            | A termosz             |                 |                           |
| 45. | The Scales             | A mérleg              |                 |                           |
| 46. | The Internet           | Az internet           |                 |                           |
| 47. | A Piggy Bank           | A malacpersely        |                 |                           |
| 48. | The Tin Can            | A konzervdoboz        |                 |                           |
| 49. | The Microphone         | A mikrofon            |                 |                           |
| 50. | Candy                  | Az édesség            |                 |                           |
| 51. | The Mirror             | A tükör               |                 |                           |
| 52. | The Lie Detector       | A hazugságvizsgáló    |                 |                           |

### 2. évad
| #   | Angol cím             | Magyar cím          | Eredeti premier | Magyar premier |
| --- | --------------------- | ------------------- | --------------- | -------------- |
| 1.  | The Rubic's square    | A rubikkocka        |                 |                |
| 2.  | The Team              | A csapat            |                 |                |
| 3.  | The Catapult          | A katapult          |                 |                |
| 4.  | The Went              | A szellőző          |                 |                |
| 5.  | The Stain             | A folt              |                 |                |
| 6.  | Friction              | A súrlódás          |                 |                |
| 7.  | The Doorbell          | A csengő            |                 |                |
| 8.  | The Pack-O-Mat        | A pakkomat          |                 |                |
| 9.  | Crowbar               | A feszítővas        |                 |                |
| 10. | The Disguise          | Álcázás             |                 |                |
| 11. | The Level             | Mérték              |                 |                |
| 12. | Modelling clay        | Gyurma              |                 |                |
| 13. | The chain reaction    | A láncreakció       |                 |                |
| 14. | The Globus            | A földgömb          |                 |                |
| 15. | The Camera            | A fényképezőgép     |                 |                |
| 16. | The Talking Doll      | A beszélőbaba       |                 |                |
| 17. | The Linecode          | A vonalkód          |                 |                |
| 18. | The protesis          | A protézis          |                 |                |
| 19. | The Drum              | A dob               |                 |                |
| 20. | Tubes                 | Csövek              |                 |                |
| 21. | The Wires             | Vezetékek           |                 |                |
| 22. |                       | A kaleidoszkóp      |                 |                |
| 23. |                       | A páncél            |                 |                |
| 24. | The Clocks            | Hány óra van?       |                 |                |
| 25. | The GPS               | A GPS               |                 |                |
| 26. | The Fire Extinguisher | A poroltó           |                 |                |
| 27. | The manipulator       | A robotkar          |                 |                |
| 28. | The Cooker            | A sütő              |                 |                |
| 29. | Reflexes              | Reflexek            |                 |                |
| 30. | The Dog               | A kutya             |                 |                |
| 31. | The Video Call        | Videótelefon        |                 |                |
| 32. | Keycard               | Kulcskártya         |                 |                |
| 33. | The Echotester        | Echotester          |                 |                |
| 34. | The Bee               | A méh               |                 |                |
| 35. | The Instructions      | Használati utasítás |                 |                |
| 36. | The Airbag            | A légzsák           |                 |                |
| 37. | Gramephone            | A gramofon          |                 |                |
| 38. | Chess                 | A sakk              |                 |                |
| 39. | The Laboratory        | Laboratórium        |                 |                |
| 40. | The Shadow Play       | Árnyjáték           |                 |                |
| 41. | The antenna           | Az antenna          |                 |                |
| 42. | The batteries         | Az elem             |                 |                |
| 43. | The Tools             | Szerszámok          |                 |                |
| 44. | The Baby monitor      | Bébiőr              |                 |                |
| 45. | Knots                 | Csomók              |                 |                |
| 46. | The Draftsman         | Műszaki rajz        |                 |                |
| 47. | The Elevator          | A lift              |                 |                |
| 48. | The Motion Sensor     | A mozgásérzékelő    |                 |                |
| 49. | The Suction Cup       | A pumpa             |                 |                |
| 50. | The Fixiphone         | Fikszifon           |                 |                |
| 51. | The Chick             | A csibe             |                 |                |
| 52. | Invisible Ink         | A láthatatlan tinta |                 |                |